# Oscar dla najlepszego aktora drugoplanowego

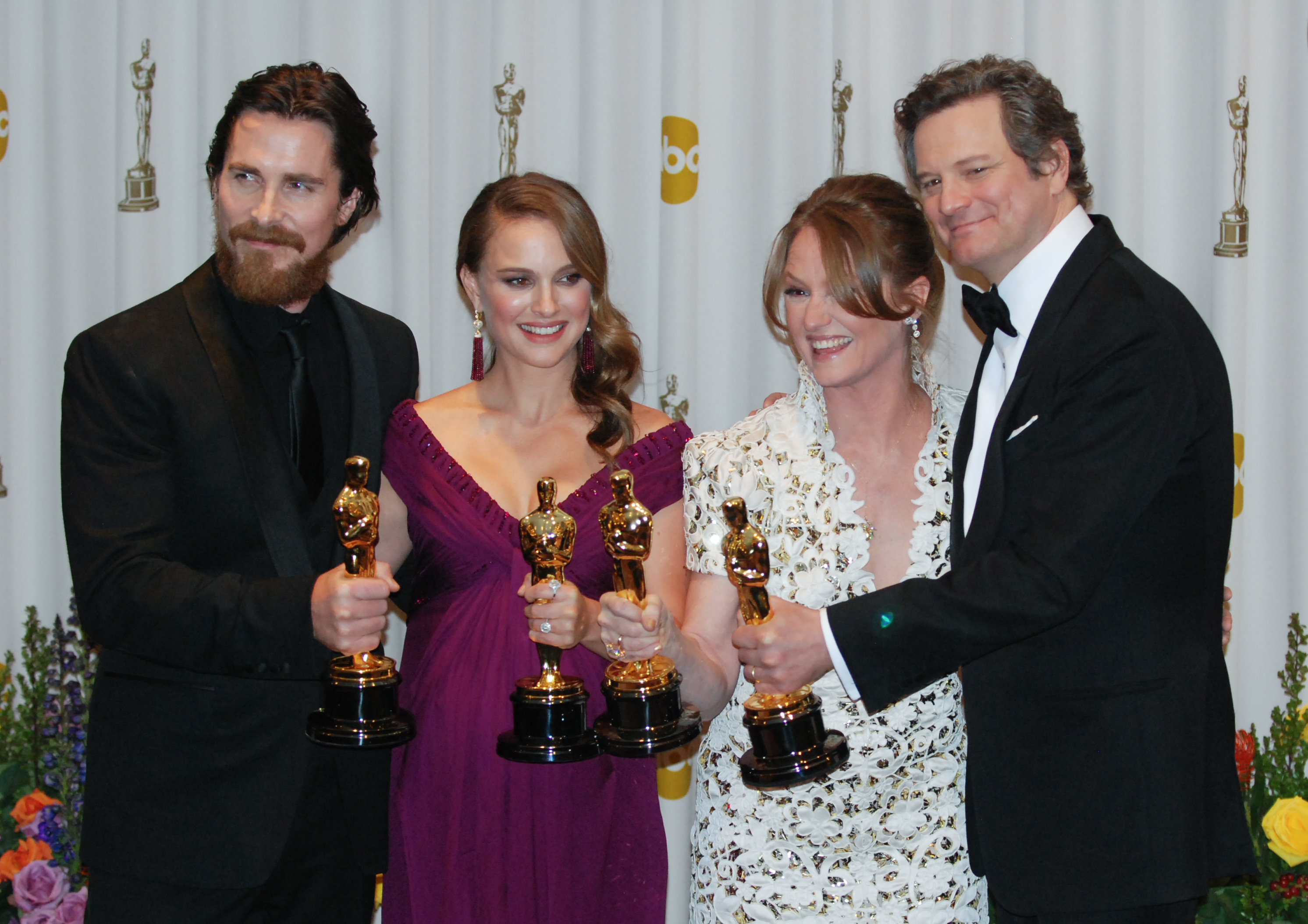
Laureaci Oscarów na 83. ceremonii: Christian Bale, Natalie Portman, Melissa Leo, Colin Firth

Oscar dla najlepszego aktora drugoplanowego jest to kategoria nagrody Oscara przyznawanej przez Amerykańską Akademię Sztuki i Wiedzy Filmowej dla aktora, który wyróżniał się grą w drugim planie. Nagroda w tej kategorii po raz pierwszy została przyznana 4 marca 1937 roku podczas 9. ceremonii wręczenia Oscarów i nieprzerwanie przyznawana jest do dziś. Rozdanie nagród poprzedza głosowanie, w którym uczestniczą tylko sami aktorzy. Po głosowaniu liczone są głosy których większość wskazuje zwycięzcę.
W ciągu 72 lat przyznawania nagrody w tej kategorii AMPAS rozdała 72 statuetki dla 65 aktorów. Pierwszym aktorem nagrodzonym statuetką był Walter Brennan, który zagrał w filmie Prawo młodości w roku 1937.

## Ranking
| Ranking                                                    | Najlepszy aktor pierwszoplanowy  | Najlepszy aktor pierwszoplanowy | Najlepszy aktor drugoplanowy                                  | Najlepszy aktor drugoplanowy |
| ---------------------------------------------------------- | -------------------------------- | ------------------------------- | ------------------------------------------------------------- | ---------------------------- |
| Aktor z największą liczbą nagród                           | Daniel Day-Lewis                 | 3                               | Walter Brennan                                                | 3                            |
| Aktor z największą liczbą nominacji                        | Spencer Tracy i Laurence Olivier | 9                               | Walter Brennan, Claude Rains, Arthur Kennedy i Jack Nicholson | 4                            |
| Aktor z największą liczbą nominacji (bez zdobytej nagrody) | Peter O’Toole                    | 8                               | Claude Rains i Arthur Kennedy                                 | 4                            |
| Najstarszy laureat                                         | Henry Fonda                      | 76 lat                          | Christopher Plummer                                           | 83 lata                      |
| Najstarszy nominowany                                      | Richard Farnsworth               | 79 lat                          | Christopher Plummer                                           | 83 lata                      |
| Najmłodszy laureat                                         | Adrien Brody                     | 29 lat                          | Timothy Hutton                                                | 20 lat                       |
| Najmłodszy nominowany                                      | Jackie Cooper                    | 9 lat                           | Justin Henry                                                  | 8 lat                        |

## Laureaci i nominowani

### 1930–1939
- 1936 Walter Brennan − Prawo młodości jako Swan Bostrom
  - Mischa Auer − Mój pan mąż jako Carlo
  - Stuart Erwin − Pigskin Parade jako Amos Dodd
  - Basil Rathbone − Romeo i Julia jako Tybalt
  - Akim Tamiroff − Żółty skarb jako generał Yang

- 1937 Joseph Schildkraut − Życie Emila Zoli jako Alfred Dreyfus
  - Ralph Bellamy − Naga prawda jako 'Dan' Leeson
  - Thomas Mitchell − Huragan jako doktor Kersaint
  - H.B. Warner − Zagubiony horyzont jako Chang
  - Roland Young − Topper jako Cosmo Topper

- 1938 Walter Brennan − Kentucky jako Peter Goodwin
  - John Garfield − Cztery córki jako Mickey Borden
  - Gene Lockhart − Algier jako Regis
  - Robert Morley − Maria Antonina jako król Ludwik XVI
  - Basil Rathbone − Żebrak w purpurze jako król Ludwik XI

- 1939 Thomas Mitchell − Dyliżans jako Doc Boone
  - Brian Aherne − Juarez jako cesarz Maximilian von Habsburg
  - Harry Carey − Pan Smith jedzie do Waszyngtonu jako marszałek
  - Brian Donlevy − Braterstwo krwi jako sierżant Markoff
  - Claude Rains − Pan Smith jedzie do Waszyngtonu jako senator Joseph Harrison Paine

### 1940–1949
- 1940 Walter Brennan − Człowiek z Zachodu jako sędzia Roy Bean
  - Albert Bassermann − Zagraniczny korespondent jako Van Meer
  - William Gargan − They Knew What They Wanted jako Joe
  - Jack Oakie − Dyktator jako Benzini Napaloni
  - James Stephenson − List jako Howard Joyce

- 1941 Donald Crisp − Zielona dolina jako Pan Morgan
  - Walter Brennan − Sierżant York jako pastor Rosier Pile
  - Charles Coburn − Diabeł i pani Jones jako John P. Merrick
  - James Gleason − Awantura w zaświatach jako Max Corkle
  - Sydney Greenstreet − Sokół maltański jako Kasper Gutman

- 1942 Van Heflin − Johnny Eager jako Jeff Hartnett
  - William Bendix − Wake Island jako szeregowiec Aloysius K. 'Smacksie' Randall
  - Walter Huston − Yankee Doodle Dandy jako Jerry Cohan
  - Frank Morgan − Tortilla Flat jako pirat
  - Henry Travers − Pani Miniver jako pan Ballard

- 1943 Charles Coburn − Wesoły sublokator jako Benjamin Dingle
  - Charles Bickford − Pieśń o Bernadette jako ojciec Peyramale
  - J. Carrol Naish − Sahara jako Giuseppe
  - Claude Rains − Casablanca jako kapitan Renault
  - Akim Tamiroff − Komu bije dzwon jako Pablo

- 1944 Barry Fitzgerald − Idąc moją drogą jako ojciec Fitzgibbon
  - Hume Cronyn − Siódmy krzyż jako Paul Roeder
  - Claude Rains − Pan Skeffington jako Job Skeffington
  - Clifton Webb − Laura jako Waldo Lydecker
  - Monty Woolley − Od kiedy cię nie ma jako pułkownik William G. Smollett

- 1945 James Dunn − Drzewko na Brooklynie jako Johnny Nolan
  - Michaił Czechow − Urzeczona jako dr Alexander 'Alex' Brulov
  - John Dall − The Corn Is Green jako Morgan Evans
  - Robert Mitchum − Żołnierze jako kapitan Bill Walker
  - J. Carrol Naish − A Medal for Benny jako Charley Martin

- 1946 Harold Russell − Najlepsze lata naszego życia jako Homer Parrish
  - Charles Coburn − Zielone lata jako Alexander Gow
  - William Demarest − The Jolson Story jako Steve Martin
  - Claude Rains − Osławiona jako Alexander Sebastian
  - Clifton Webb − Ostrze brzytwy jako Elliott Templeton

- 1947 Edmund Gwenn − Cud na 34. ulicy jako Kris Kringle
  - Charles Bickford − Córka farmera jako Joseph Clancy
  - Thomas Gomez − Ride the Pink Horse jako Pancho
  - Robert Ryan − Krzyżowy ogień jako Montgomery
  - Richard Widmark − Pocałunek śmierci jako Tommy Udo

- 1948 Walter Huston − Skarb Sierra Madre jako Howard
  - Charles Bickford − Johnny Belinda jako Black McDonald
  - José Ferrer − Joanna d’Arc jako delfin Karol VII
  - Oscar Homolka − I Remember Mama jako wujek Chris Halverson
  - Cecil Kellaway − The Luck of the Irish jako Horace

- 1949 Dean Jagger − Z jasnego nieba jako major Stovall
  - John Ireland − Gubernator jako Jack Burden
  - Arthur Kennedy − Champion jako Connie Kelly
  - Ralph Richardson − Dziedziczka jako dr Austin Sloper
  - James Whitmore − Pole bitwy jako Kinnie

### 1950–1959
- 1950 George Sanders − Wszystko o Ewie jako Addison De Witt
  - Jeff Chandler − Złamana strzała jako Cochise
  - Edmund Gwenn − Mister 880 jako 'Skipper' Miller
  - Sam Jaffe − Asfaltowa dżungla jako Doc Erwin Riedenschneider
  - Erich von Stroheim − Bulwar Zachodzącego Słońca jako Max von Meyerling

- 1951 Karl Malden − Tramwaj zwany pożądaniem jako Harold 'Mitch' Mitchell
  - Leo Genn − Quo Vadis jako Petroniusz
  - Kevin McCarthy − Śmierć komiwojażera jako Biff Loman
  - Peter Ustinov − Quo Vvadis jako Neron
  - Gig Young − Come Fill the Cup jako Boyd Copeland

- 1952 Anthony Quinn − Viva Zapata! jako Eufemio Zapata
  - Richard Burton − Moja kuzynka Rachela jako Philip Ashley
  - Arthur Hunnicutt − Bezkresne niebo jako Zeb Calloway/Narrator
  - Victor McLaglen − Spokojny człowiek jako 'Red' Will Danaher
  - Jack Palance − Sudden Fear jako Lester Blaine

- 1953 Frank Sinatra − Stąd do wieczności jako szeregowy Angelo Maggio
  - Eddie Albert − Rzymskie wakacje jako Irving Radovich
  - Brandon De Wilde − Jeździec znikąd jako Joey Starrett
  - Jack Palance − Jeździec znikąd jako Jack Wilson
  - Robert Strauss − Stalag 17 jako Stanislas 'Animal' Kasava

- 1954 Edmond O’Brien − Bosonoga Contessa jako Oscar Muldoon
  - Lee J. Cobb − Na nabrzeżach jako Johnny Friendly
  - Karl Malden − Na nabrzeżach jako ojciec Barry
  - Rod Steiger − Na nabrzeżach jako Charley 'the Gent' Malloy
  - Tom Tully − Bunt na okręcie jako komandor DeVriess

- 1955 Jack Lemmon − Mister Roberts jako chorąży Frank Thurlowe Pulver
  - Arthur Kennedy − Trial jako Barney Castle
  - Joe Mantell − Marty jako Angie
  - Sal Mineo − Buntownik bez powodu jako John 'Plato' Crawford
  - Arthur O’Connell − Piknik jako Howard Bevans

- 1956 Anthony Quinn − Pasja życia jako Paul Gauguin
  - Don Murray − Przystanek autobusowy jako Beauregard 'Bo' Decker
  - Anthony Perkins − Przyjacielska perswazja jako Josh Birdwell
  - Mickey Rooney − The Bold and the Brave jako Dooley
  - Robert Stack − Pisane na wietrze jako Kyle Hadley

- 1957 Red Buttons − Sayonara jako pilot Joe Kelly
  - Vittorio De Sica − Pożegnanie z bronią jako major Alessandro Rinaldi
  - Sessue Hayakawa − Most na rzece Kwai jako pułkownik Saito
  - Arthur Kennedy − Peyton Place jako Lucas Cross
  - Russ Tamblyn − Peyton Place jako Norman Page

- 1958 Burl Ives − Biały Kanion jako Rufus Hannassey
  - Theodore Bikel − Ucieczka w kajdanach jako szeryf Max Muller
  - Lee J. Cobb − Bracia Karamazow jako Fiodor Karamazow
  - Arthur Kennedy − Długi tydzień w Parkman jako Frank Hirsh
  - Gig Young − Prymus jako dr Hugo Pine

- 1959 Hugh Griffith − Ben-Hur jako Szejk Ilderim
  - Arthur O’Connell − Anatomia morderstwa jako Parnell Emmett McCarthy
  - George C. Scott − Anatomia morderstwa jako Claude Dancer
  - Robert Vaughn − Młodzi Filadelfijczycy jako Chester A. 'Chet' Gwynn
  - Ed Wynn − Pamiętnik Anny Frank jako Albert Dussell

### 1960–1969
- 1960 Peter Ustinov − Spartakus jako Lentulus Batiatus
  - Peter Falk − Murder, Inc. jako Abe 'Kid Twist' Reles
  - Jack Kruschen − Garsoniera jako dr Dreyfuss
  - Sal Mineo − Exodus jako Dov Landau
  - Chill Wills − Alamo jako Pszczelarz

- 1961 George Chakiris − West Side Story jako Bernardo
  - Montgomery Clift − Wyrok w Norymberdze jako Rudolph Petersen
  - Peter Falk − Arystokracja podziemi jako Joy Boy
  - Jackie Gleason − Bilardzista jako Minnesota Fats
  - George C. Scott − Bilardzista jako Bert Gordon

- 1962 Ed Begley − Słodki ptak młodości jako Tom 'Boss' Finley
  - Victor Buono − Co się zdarzyło Baby Jane? jako Edwin Flagg
  - Telly Savalas − Ptasznik z Alcatraz jako Feto Gomez
  - Omar Sharif − Lawrence z Arabii jako szejk Ali ibn el Kharish
  - Terence Stamp − Billy Budd jako Billy Budd

- 1963 Melvyn Douglas − Hud, syn farmera jako Homer Bannon
  - Nick Adams − Odcienie honoru jako Ben Brown
  - Bobby Darin − Kapitan Newman jako kapral Jim Tompkins
  - Hugh Griffith − Przygody Toma Jonesa jako dziedzic Western
  - John Huston − Kardynał jako kardynał Glennon

- 1964 Peter Ustinov − Topkapi jako Arthur Simon Simpson
  - John Gielgud − Becket jako Ludwik VII Młody
  - Stanley Holloway − My Fair Lady jako Alfred Doolittle
  - Edmond O’Brien − Siedem dni w maju jako senator Raymond Clark
  - Lee Tracy − Ten najlepszy jako Art Hockstader

- 1965 Martin Balsam − Tysiąc klownów jako Arnold Burns
  - Ian Bannen − Start Feniksa jako 'Ratbags' Crow
  - Tom Courtenay − Doktor Żywago jako Pasza Antipow
  - Michael Dunn − Statek szaleńców jako Carl Glocken
  - Frank Finlay − Otello jako Iago

- 1966 Walter Matthau − Szczęście Harry’ego jako Willie Gingrich
  - Mako − Ziarnka piasku jako Po-han
  - James Mason − Georgy Girl jako James Leamington
  - George Segal − Kto się boi Virginii Woolf? jako Nick
  - Robert Shaw − Oto jest głowa zdrajcy jako Henryk VIII Tudor

- 1967 George Kennedy − Nieugięty Luke jako Dragline
  - John Cassavetes − Parszywa dwunastka jako Victor P. Franko
  - Gene Hackman − Bonnie i Clyde jako Buck Barrow
  - Cecil Kellaway − Zgadnij, kto przyjdzie na obiad jako monsignor Mike Ryan
  - Michael J. Pollard − Bonnie i Clyde jako C.W. Moss

- 1968 Jack Albertson − Róże w tytule jako John Cleary
  - Seymour Cassel − Twarze jako Chet
  - Daniel Massey − Gwiazda! jako Noël Coward
  - Jack Wild − Oliver! jako Artful Dodger
  - Gene Wilder − Producenci jako Leo Bloom

- 1969 Gig Young − Czyż nie dobija się koni? jako Rocky
  - Rupert Crosse − Koniokrady jako Ned
  - Elliott Gould − Bob i Carol i Ted i Alice jako Ted Henderson
  - Jack Nicholson − Swobodny jeździec jako George Hanson
  - Anthony Quayle − Anna tysiąca dni jako kardynał Wolsey

### 1970–1979
- 1970 John Mills − Córka Ryana jako Michael
  - Richard S. Castellano − Zakochani i inni jako Frank Vecchio
  - Dan George − Mały Wielki Człowiek jako Wódz Czejenów
  - Gene Hackman − Nigdy nie śpiewałem dla mojego ojca jako Gene Garrison
  - John Marley − Love Story jako Phil Cavalleri

- 1971 Ben Johnson − Ostatni seans filmowy jako Sam
  - Jeff Bridges − Ostatni seans filmowy jako Duane Jackson
  - Leonard Frey − Skrzypek na dachu jako Motel Kamzoil
  - Richard Jaeckel − Rodzina Stamperów jako Joe Ben Stamper
  - Roy Scheider − Francuski łącznik jako detektyw Buddy 'Cloudy' Russo

- 1972 Joel Grey − Kabaret jako konferansjer
  - Eddie Albert − Kid złamane serce jako pan Corcoran
  - James Caan − Ojciec chrzestny jako Sonny Corleone
  - Robert Duvall − Ojciec chrzestny jako Tom Hagen
  - Al Pacino − Ojciec chrzestny jako Michael Corleone

- 1973 John Houseman − W pogoni za papierkiem jako Charles W. Kingsfield Jr.
  - Vincent Gardenia − Uderzaj powoli w bęben jako Dutch Schnell
  - Jack Gilford − Ocalić tygrysa jako Phil Greene
  - Jason Miller − Egzorcysta jako ojciec Damien Karras
  - Randy Quaid − Ostatnie zadanie jako Larry Meadows

- 1974 Robert De Niro − Ojciec chrzestny II jako Vito Corleone
  - Fred Astaire − Płonący wieżowiec jako Harlee Claiborne
  - Jeff Bridges – Piorun i Lekka Stopa jako Lekka Stopa
  - Michael V. Gazzo − Ojciec chrzestny II jako Frankie Pentangeli
  - Lee Strasberg − Ojciec chrzestny II jako Hyman Roth[1]

- 1975 George Burns − Promienni chłopcy jako Al Lewis
  - Brad Dourif − Lot nad kukułczym gniazdem jako Billy Bibbit
  - Burgess Meredith − Dzień szarańczy jako Harry Greener
  - Chris Sarandon − Pieskie popołudnie jako Leon Shermer
  - Jack Warden − Szampon jako Lester

- 1976 Jason Robards − Wszyscy ludzie prezydenta jako Ben Bradlee
  - Ned Beatty − Sieć jako Arthur Jensen
  - Burgess Meredith − Rocky jako Mickey Goldmill
  - Laurence Olivier − Maratończyk jako dr Christian Szell
  - Burt Young − Rocky jako Paulie Pennino

- 1977 Jason Robards − Julia jako Dashiell Hammett
  - Michaił Barysznikow − Punkt zwrotny jako Yuri Kopeikine
  - Peter Firth − Jeździec jako Alan Strang
  - Alec Guinness − Gwiezdne wojny: część IV – Nowa nadzieja jako Obi-Wan Kenobi
  - Maximilian Schell − Julia jako Johann

- 1978 Christopher Walken − Łowca jeleni jako Nikonar 'Nick' Chevotarevich
  - Bruce Dern − Powrót do domu jako kapitan Bob Hyde
  - Richard Farnsworth − Przybywa jeździec jako Dodger
  - John Hurt − Midnight Express jako Max
  - Jack Warden − Niebiosa mogą zaczekać jako Max Corkle

- 1979 Melvyn Douglas − Wystarczy być jako Benjamin Turnbull Rand
  - Robert Duvall − Czas apokalipsy jako Bill Kilgore
  - Justin Henry − Sprawa Kramerów jako Billy Kramer
  - Frederic Forrest − Róża jako Houston Dyer
  - Mickey Rooney − Czarny rumak jako Henry Dailey

### 1980–1989
- 1980 Timothy Hutton − Zwyczajni ludzie jako Conrad Jarrett
  - Judd Hirsch − Zwyczajni ludzie jako dr Tyrone C. Berger
  - Michael O’Keefe − Wielki Santini jako Ben Meechum
  - Joe Pesci − Wściekły Byk jako Joey LaMotta
  - Jason Robards − Melvin i Howard jako Howard Hughes

- 1981 John Gielgud − Artur jako Hobson
  - James Coco − Tylko gdy się śmieję jako Jimmy
  - Ian Holm − Rydwany ognia jako Sam Mussabini
  - Jack Nicholson − Czerwoni jako Eugene O’Neill
  - Howard E. Rollins Jr. − Ragtime jako Coalhouse Walker Jr.

- 1982 Louis Gossett Jr. − Oficer i dżentelmen jako sierżant Emil Foley
  - Charles Durning − Najlepszy mały burdelik w Teksasie jako gubernator
  - John Lithgow − Świat według Garpa jako Roberta Muldoon
  - James Mason − Werdykt jako Ed Concannon
  - Robert Preston − Victor/Victoria jako Carroll 'Toddy' Todd

- 1983 Jack Nicholson − Czułe słówka jako Garrett Breedlove
  - Charles Durning − Być albo nie być jako pułkownik Erhardt
  - John Lithgow − Czułe słówka jako Sam Burns
  - Sam Shepard − Pierwszy krok w kosmos jako Chuck Yeager
  - Rip Torn − Moje Cross Creek jako Marsh Turner

- 1984 Haing S. Ngor − Pola śmierci jako Dith Pran
  - Adolph Caesar − Opowieści żołnierza jako sierżant Waters
  - John Malkovich − Miejsca w sercu jako pan Will
  - Noriyuki Pat Morita − Karate Kid jako pan Kesuke Miyagi
  - Ralph Richardson − Greystoke: Legenda Tarzana, władcy małp jako szósty książę Greystroke

- 1985 Don Ameche − Kokon jako Arthur Selwyn
  - Klaus Maria Brandauer − Pożegnanie z Afryką jako baron Hans von Blixen-Finecke
  - William Hickey − Honor Prizzich jako don Corrado Prizzi
  - Robert Loggia − Nóż jako Sam Ransom
  - Eric Roberts − Uciekający pociąg jako Buck

- 1986 Michael Caine − Hannah i jej siostry jako Elliot
  - Tom Berenger − Pluton jako sierżant Barnes
  - Willem Dafoe − Pluton jako sierżant Elias
  - Denholm Elliott − Pokój z widokiem jako pan Emerson
  - Dennis Hopper − Mistrzowski rzut jako Shooter

- 1987 Sean Connery − Nietykalni jako Jim Malone
  - Albert Brooks − Telepasja jako Aaron Altman
  - Morgan Freeman − Cwaniak jako Szybki Black
  - Vincent Gardenia − Wpływ księżyca jako Cosmo Castorini
  - Denzel Washington − Krzyk wolności jako Steve Biko

- 1988 Kevin Kline − Rybka zwana Wandą jako Otto West
  - Alec Guinness − Mała Dorrit jako William Dorrit
  - Martin Landau − Tucker. Konstruktor marzeń jako Abe Karatz
  - River Phoenix − Stracone lata jako Danny Pope
  - Dean Stockwell − Poślubiona mafii jako Tony 'Tygrys' Russo

- 1989 Denzel Washington − Chwała jako szeregowy Trip
  - Danny Aiello − Rób, co należy jako Sal
  - Dan Aykroyd − Wożąc panią Daisy jako Boolie Werthan
  - Marlon Brando − Sucha biała pora jako Ian Mackenzie
  - Martin Landau − Zbrodnie i wykroczenia jako Judah Rosenthal

### 1990–1999
- 1990 Joe Pesci − Chłopcy z ferajny jako Tommy DeVito
  - Bruce Davison − Długoletni przyjaciele jako David
  - Andy García − Ojciec chrzestny III jako Vincent Mancini-Corleone
  - Graham Greene − Tańczący z wilkami jako Kicking Bird
  - Al Pacino − Dick Tracy jako Alphonse 'Big Boy' Caprice

- 1991 Jack Palance − Sułtani westernu jako Curly Washburn
  - Tommy Lee Jones − JFK jako Clay Shaw
  - Harvey Keitel − Bugsy jako Mickey Cohen
  - Ben Kingsley − Bugsy jako Meyer Lansky
  - Michael Lerner − Barton Fink jako Jack Lipnick

- 1992 Gene Hackman − Bez przebaczenia jako Mały Bill Daggett
  - Jaye Davidson − Gra pozorów jako Dil
  - Jack Nicholson − Ludzie honoru jako pułkownik Nathan R. Jessep
  - Al Pacino − Glengarry Glen Ross jako Ricky Roma
  - David Paymer − Komik na sobotę jako Stan

- 1993 Tommy Lee Jones − Ścigany jako szeryf Samuel Gerard
  - Leonardo DiCaprio − Co gryzie Gilberta Grape’a jako Arnie Grape
  - Ralph Fiennes − Lista Schindlera jako Amon Göth
  - John Malkovich − Na linii ognia jako Mitch Leary
  - Pete Postlethwaite − W imię ojca jako Giuseppe Conlon

- 1994 Martin Landau − Ed Wood jako Béla Lugosi
  - Samuel L. Jackson − Pulp Fiction jako Jules Winnfield
  - Chazz Palminteri − Strzały na Broadwayu jako Cheech
  - Paul Scofield − Quiz Show jako Mark Van Doren
  - Gary Sinise − Forrest Gump jako porucznik Dan Taylor

- 1995 Kevin Spacey − Podejrzani jako Roger 'Verbal' Kint
  - James Cromwell − Babe – świnka z klasą jako farmer Arthur Hoggett
  - Ed Harris − Apollo 13 jako Eugene F. Kranz
  - Brad Pitt − 12 małp jako Jeffrey Goines
  - Tim Roth − Rob Roy jako Archibald Cunningham

- 1996 Cuba Gooding Jr. − Jerry Maguire jako Rod Tidwell
  - William H. Macy − Fargo jako Jerry Lundegaard
  - Armin Mueller-Stahl − Blask jako Peter Helfgott
  - Edward Norton − Lęk pierwotny jako Aaron Stampler
  - James Woods − Duchy Missisipi jako Byron De La Beckwith

- 1997 Robin Williams − Buntownik z wyboru jako Sean Maguire
  - Robert Forster − Jackie Brown jako Max Cherry
  - Anthony Hopkins − Amistad jako John Quincy Adams
  - Greg Kinnear − Lepiej być nie może jako Simon Bishop
  - Burt Reynolds − Boogie Nights jako Jack Horner

- 1998 James Coburn − Prywatne piekło jako Glen Whitehouse
  - Robert Duvall − Adwokat jako Jerome Facher
  - Ed Harris − Truman Show jako Christof
  - Geoffrey Rush − Zakochany Szekspir jako Philip Henslowe
  - Billy Bob Thornton − Prosty plan jako Jacob Mitchell

- 1999 Michael Caine − Wbrew regułom jako dr Wilbur Larch
  - Tom Cruise − Magnolia jako Frank 'T.J.' Mackey
  - Michael Clarke Duncan − Zielona mila jako John Coffey
  - Jude Law − Utalentowany pan Ripley jako Dickie Greenleaf
  - Haley Joel Osment − Szósty zmysł jako Cole Sear

### 2000–2009
- 2000 Benicio del Toro − Traffic jako Javier Rodriguez
  - Jeff Bridges − Ukryta prawda jako prezydent Jackson Evans
  - Willem Dafoe − Cień wampira jako Max Schreck
  - Albert Finney − Erin Brockovich jako Edward Masry
  - Joaquin Phoenix − Gladiator jako Commodus

- 2001 Jim Broadbent − Iris jako John Bayley
  - Ethan Hawke − Dzień próby jako Jake Hoyt
  - Ben Kingsley − Sexy Beast jako don Logan
  - Ian McKellen − Władca Pierścieni: Drużyna Pierścienia jako Gandalf Szary
  - Jon Voight − Ali jako Howard Cosell

- 2002 Chris Cooper − Adaptacja jako John Laroche
  - Ed Harris − Godziny jako Richard Brown
  - Paul Newman − Droga do zatracenia jako John Rooney
  - John C. Reilly − Chicago jako Amos Hart
  - Christopher Walken − Złap mnie, jeśli potrafisz jako Frank Abagnale Sr.

- 2003 Tim Robbins − Rzeka tajemnic jako Dave Boyle
  - Alec Baldwin − Cooler jako Shelly Kaplow
  - Benicio del Toro − 21 gramów jako Jack Jordan
  - Djimon Hounsou − Nasza Ameryka jako Mateo
  - Ken Watanabe − Ostatni samuraj jako Katsumoto

- 2004 Morgan Freeman − Za wszelką cenę jako Eddie „Scrap-Iron” Dupris
  - Alan Alda − Aviator jako senator Owen Brewster
  - Thomas Haden Church − Bezdroża jako Jack
  - Jamie Foxx − Zakładnik jako Max Durocher
  - Clive Owen − Bliżej jako Larry Gray

- 2005 George Clooney − Syriana jako Bob Barnes
  - Matt Dillon − Miasto gniewu jako sierżant John Ryan
  - Paul Giamatti − Człowiek ringu jako Joe Gould
  - Jake Gyllenhaal − Tajemnica Brokeback Mountain jako Jack Twist
  - William Hurt − Historia przemocy jako Richie Cusack

- 2006 Alan Arkin − Mała miss jako Edwin Hoover
  - Jackie Earle Haley − Małe dzieci jako Ronald James McGorvey
  - Djimon Hounsou − Krwawy diament jako Solomon Vandy
  - Eddie Murphy − Dreamgirls jako James „Thunder” Early
  - Mark Wahlberg − Infiltracja jako sierżant Sean Dignam

- 2007 Javier Bardem − To nie jest kraj dla starych ludzi jako Anton Chigurh
  - Casey Affleck − Zabójstwo Jesse’ego Jamesa przez tchórzliwego Roberta Forda jako Robert Ford
  - Philip Seymour Hoffman − Wojna Charliego Wilsona jako Gust Avrakotos
  - Hal Holbrook − Wszystko za życie jako Ron Franz
  - Tom Wilkinson − Michael Clayton jako Arthur Edens

- 2008 Heath Ledger – Mroczny Rycerz jako Joker
  - Josh Brolin – Obywatel Milk jako Dan White
  - Robert Downey Jr. – Jaja w tropikach jako Kirk Lazarus
  - Philip Seymour Hoffman – Wątpliwość jako ojciec Brendan Flynn
  - Michael Shannon – Droga do szczęścia jako John Givings

- 2009 Christoph Waltz − Bękarty wojny jako pułkownik Hans Landa
  - Matt Damon − Invictus – Niepokonany jako Francois Pienaar
  - Woody Harrelson − W imieniu armii jako kapitan Tony Stone
  - Christopher Plummer − Ostatnia stacja jako Lew Tołstoj
  - Stanley Tucci − Nostalgia anioła jako George Harvey

### 2010–2019
- 2010 Christian Bale − Fighter jako Dicky Eklund
  - John Hawkes − Do szpiku kości jako Teardrop
  - Jeremy Renner − Miasto złodziei jako James „Jem” Coughlin
  - Mark Ruffalo − Wszystko w porządku jako Paul
  - Geoffrey Rush − Jak zostać królem jako Lionel Logue

- 2011 Christopher Plummer − Debiutanci jako Hal Fields
  - Kenneth Branagh − Mój tydzień z Marilyn jako Laurence Olivier
  - Jonah Hill − Moneyball jako Peter Brand
  - Nick Nolte − Wojownik jako Paddy Conlon
  - Max von Sydow − Strasznie głośno, niesamowicie blisko jako najemca

- 2012 Christoph Waltz − Django jako dr King Schultz
  - Alan Arkin − Operacja Argo jako Lester Siegel
  - Robert De Niro − Poradnik pozytywnego myślenia jako Pat Solitano Sr.
  - Philip Seymour Hoffman − Mistrz jako Lancaster Dodd
  - Tommy Lee Jones − Lincoln jako Thaddeus Stevens

- 2013 Jared Leto − Witaj w klubie jako Rayon
  - Barkhad Abdi − Kapitan Phillips jako Abduwali Muse
  - Bradley Cooper − American Hustle jako agent Richard „Richie” DiMaso
  - Michael Fassbender − Zniewolony jako Edwin Epps
  - Jonah Hill − Wilk z Wall Street jako Donnie Azoff

- 2014 J.K. Simmons − Whiplash jako Terence Fletcher
  - Robert Duvall − Sędzia jako sędzia Joseph Palmer
  - Ethan Hawke − Boyhood jako Mason Evans Sr.
  - Edward Norton − Birdman jako Mike Shiner
  - Mark Ruffalo − Foxcatcher jako Dave Schultz

- 2015 Mark Rylance − Most szpiegów jako Rudolf Abel
  - Christian Bale − Big Short jako Michael Burry
  - Tom Hardy − Zjawa jako John Fitzgerald
  - Mark Ruffalo − Spotlight jako Mike Rezendes
  - Sylvester Stallone − Creed: Narodziny legendy jako Rocky Balboa

- 2016 Mahershala Ali – Moonlight jako Juan
  - Jeff Bridges – Aż do piekła jako szeryf Marcus Hamilton
  - Lucas Hedges – Manchester by the Sea jako Patrick Chandler
  - Dev Patel – Lion. Droga do domu jako Saroo Brierley
  - Michael Shannon – Zwierzęta nocy jako Bobby Andes

- 2017 Sam Rockwell – Trzy billboardy za Ebbing, Missouri jako Jason Dixon 
  - Willem Dafoe – Projekt Floryda jako Bobby Hicks
  - Woody Harrelson – Trzy billboardy za Ebbing, Missouri jako szeryf Bill Willoughby
  - Richard Jenkins – Kształt wody jako Giles
  - Christopher Plummer – Wszystkie pieniądze świata jako J. Paul Getty

- 2018 Mahershala Ali – Green Book jako Don Shirley
  - Adam Driver – Czarne bractwo. BlacKkKlansman jako Philip „Flip” Zimmerman
  - Sam Elliott – Narodziny gwiazdy jako Bobby Maine
  - Richard E. Grant – Czy mi kiedyś wybaczysz? jako Jack Hock
  - Sam Rockwell – Vice jako George W. Bush

- 2019 Brad Pitt – Pewnego razu... w Hollywood jako Cliff Booth
  - Anthony Hopkins – Dwóch papieży jako Benedykt XVI
  - Tom Hanks – Cóż za piękny dzień  jako Fred Rogers
  - Al Pacino – Irlandczyk jako Jimmy Hoffa
  - Joe Pesci – Irlandczyk jako Russel Bufalino

### 2020–2029
- 2020[2] Daniel Kaluuya − Judasz i Czarny Mesjasz jako Fred Hampton
  - Sacha Baron Cohen − Proces Siódemki z Chicago jako Abbie Hoffman
  - Leslie Odom Jr. − Pewnej nocy w Miami jako Sam Cooke
  - Paul Raci − Dźwięk metalu jako Joe
  - LaKeith Stanfield − Judasz i Czarny Mesjasz jako William O’Neal

- 2021[3] Troy Kotsur – CODA jako Frank Rossi
  - Ciarán Hinds – Belfast jako Pop
  - Jesse Plemons – Psie pazury jako George Burbank
  - J.K. Simmons – Lucy i Desi jako William Frawley
  - Kodi Smit-McPhee – Psie pazury jako Peter Gordon[4]

- 2022 – Ke Huy Quan – Wszystko wszędzie naraz jako Waymond Wang
  - Brendan Gleeson – Duchy Inisherin jako Colm Doherty
  - Brian Tyree Henry(inne języki) – Most jako James Aucoin
  - Judd Hirsch – Fabelmanowie jako Boris Schildkraut
  - Barry Keoghan – Duchy Inisherin jako Dominic Kearney[5]

- 2023 – Robert Downey Jr. – Oppenheimer jako Lewis Strauss
  - Sterling K. Brown – Amerykańska fikcja(inne języki) jako Clifford „Cliff” Ellison
  - Robert De Niro – Czas krwawego księżyca jako William King Hale(inne języki)
  - Ryan Gosling – Barbie jako Ken
  - Mark Ruffalo – Biedne istoty jako Duncan Wedderburn[6]

- 2024 – Kieran Culkin  – Prawdziwy ból jako Benji Kaplan
  - Jurij Borisow – Anora jako Igor
  - Edward Norton – Kompletnie nieznany(inne języki) jako Pete Seeger
  - Guy Pearce – The Brutalist jako Harrison Lee Van Buren Sr.
  - Jeremy Strong – Wybraniec(inne języki) jako Roy Cohn(inne języki)[7]